# Puchar Gordona Bennetta (balonowy)
Puchar Gordona Bennetta (ang. Gordon Bennett Cup, fr. Coupe Aéronautique Gordon Bennett) – Międzynarodowe Zawody Balonów Wolnych.

## Historia
Po raz pierwszy zostały zorganizowane przez Amerykanina, wydawcę, milionera i entuzjastę sportów ekstremalnych Jamesa Gordona Bennetta w 1906 w Paryżu. Z przekazanej przez niego kwoty 50 000 franków szwajcarskich, za 1/4 zakupiono puchar, a 3/4 zostało rozdzielone dla zwycięskich załóg. Aby wystartować w zawodach należało spełniać warunki regulaminu w tym:
- balony o pojemności 2200m³
- używanie jednego gazu nośnego
- zwycięstwo po uzyskaniu najdalszej odległości od miejsca startu do lądowania
- jeżeli dojdzie do wodowania, balon musi być odholowany przez pilotów do brzegu
- w przypadku uzyskania równej odległości liczona będzie prędkość
- zawody są coroczne i minimalna liczba uczestników to trzy
- z jednego państwa można wystawić maksymalnie trzy załogi
- puchar po trzykrotnym zdobyciu przechodzi na własność zwycięzców
- kolejne zawody są organizowane w kraju zwycięzcy

W pierwszych zawodach wzięło udział 16 załóg i 250 000 widzów. Zwycięzcą pierwszych zawodów zorganizowanych w 1906 w Paryżu był Amerykanin Frank Purdy Lahm, który wraz z Henrym Jerseyem przeleciał 641,1 km w czasie 22h i 15 minut, do północno-wschodniego wybrzeża Anglii. W drugich zawodach zwycięstwo odniosła załoga niemiecka. W trzecich zawodach wystartowały już 23 balony w Berlinie. Doszło również do pierwszego niebezpiecznego incydentu jakim było pęknięcie czaszy balonu amerykańskiej załogi „Conqueror”. Dzięki utworzeniu się z rozdartej powłoki spadochronu, kosz opadł na ziemię na tyle powoli, że załoga nie doznała kontuzji. Dodatkowo hiszpański balon „Herera” uległ wypadkowi przez uszkodzenie rozrywacza, a trzy balony musiano wyławiać z Morza Północnego. Zwyciężyła załoga Szwajcarska.
W latach 1909–1910 dwukrotnie zwyciężali Amerykanie, w 1911 roku – Niemcy. W 1912 roku w Stuttgarcie ustanowiono rekord zasięgu lotu balonem (pobity w 2005 roku) – francuska załoga przeleciała 2191 km w ciągu 45 godzin i 42 minut docierając w okolice Riazania w Rosji. Po przerwie spowodowanej I wojną światową, zawody były prowadzone corocznie do wybuchu II wojny światowej. Wyjątek stanowił 1931 rok, kiedy zawody w USA się nie odbyły z powodu zbyt małej ilości zawodników. (wysokie koszty podróży). W 1920 roku Belg Demuyter zwyciężył zawody, a w 1921 roku podczas startu jeden z żołnierzy trzymający balon nie puścił liny i został porwany. Pilot balonu zdołał wciągnąć żołnierza na pokład balonu, ale przez dodatkowe obciążenie nie zdołano obronić tytułu. W 1923 roku w Brukseli tragicznie zginęło pięciu pilotów i zniszczone zostały trzy balony: amerykański, hiszpański i szwajcarski. W okresie międzywojennym Puchar Gordona Bennetta zdobywały na własność ekipy trzech państw: pierwszy w roku 1924 – Belgia dzięki sukcesom Ernesta Demuytera, następne dwukrotnie Stany Zjednoczone, a w roku 1935 Polska.
W 1939 roku organizatorem kolejnych zawodów miała być Polska, a zaplanowano je na 3 września we Lwowie (protektorat nad nimi objął i ufundował pierwszą nagrodę prezydent RP Ignacy Mościcki), lecz wybuch wojny uniemożliwił ich przeprowadzenie. Po wojnie zawody zostały wznowione dopiero w 1983 r. w Paryżu, a zdobywcami pucharu zostali wtedy Polacy: Stefan Makné oraz Ireneusz Cieślak.
W roku 2005, podczas zawodów w Albuquerque, belgijska załoga Robert Berben i Benoît Siméons pobiła dotychczasowy rekord, przelatując balonem 3400,39 km do St. Michel de Squatec koło Quebec w Kanadzie.
W 1908 r. szwajcarska załoga Theodor Schaeck i Emil Messner ustanowiła rekord czasu lotu balonem 73 h 1 min. Rekord ten został pobity dopiero w 1995 r. przez załogę niemiecką Wilhelm Eimers i Bernd Landsmann, która uzyskała czas 92:11 h.
Po wojnie dwukrotnie zdobyła puchar na własność ekipa Austrii (w latach 1987 i 1990) oraz Francji (w latach 2003 i 2013). Utarł się zwyczaj, że zdobywca Pucharu fundował następny i zawody były kontynuowane.
Zawodnikiem, który najwięcej razy zdobył Puchar Gordona Bennetta jest Francuz Vincent Leÿs. Udało mu się tego dokonać dziewięć razy. Pierwszy swój Puchar zdobył w 1997 r., a ostatni w roku 2017.
Podczas Międzynarodowych Zawodów Balonów Wolnych ekipa polska sześciokrotnie (w latach: 1933, 1934, 1935, 1938, 1983, 2018) zdobyła Puchar Gordona Bennetta.

## Zwycięzcy
Poniższa tabela przedstawia zwycięzców poszczególnych zawodów wraz z osiągniętymi wynikami.
UWAGA:
Oznaczenie rekordu długości lotu oraz czasu przelotu zaznaczone jest następująco:
| REKORD |

### 1906-1939
| Edycja | Data       | Miejsce zawodów                 | Załoga                                                    | Kraj                                                      | Balon                                                     | Czas lotu [h]                                             | Odległość [km]                                            |
| ------ | ---------- | ------------------------------- | --------------------------------------------------------- | --------------------------------------------------------- | --------------------------------------------------------- | --------------------------------------------------------- | --------------------------------------------------------- |
| 1      | 30.09.1906 | Paryż (Francja)                 | Frank Purdy Lahm, Henry Hersey                            | Stany Zjednoczone                                         | United States                                             | 22:15                                                     | 641,10                                                    |
| 2      | 21.10.1907 | Saint Louis (Stany Zjednoczone) | Oskar Erbslöh, Henry Helm Clayton                         | Cesarstwo Niemieckie                                      | Pommern                                                   | 40:00                                                     | 1403,55                                                   |
| 3      | 11.10.1908 | Berlin (Niemcy)                 | Theodor Schaeck, Emil Messner                             | Szwajcaria                                                | Helvetia                                                  | 73:01                                                     | 1190,00                                                   |
| 4      | 3.10.1909  | Zurych (Szwajcaria)             | Edgar W. Mix, Andre Roussel                               | Stany Zjednoczone                                         | America II                                                | 35:07                                                     | 1121,11                                                   |
| 5      | 17.10.1910 | Saint Louis (Stany Zjednoczone) | Alan Ramsay Hawley, Augustus Post                         | Stany Zjednoczone                                         | America II                                                | 44:25                                                     | 1887,60                                                   |
| 6      | 5.10.1911  | Kansas City (Stany Zjednoczone) | Hans Gericke, Otto Duncker                                | Cesarstwo Niemieckie                                      | Berlin II                                                 | 12:28                                                     | 757,84                                                    |
| 7      | 27.10.1912 | Stuttgart (Niemcy)              | Maurice Bienaimé, René Rumpelmayer                        | Francja                                                   | La Picardie                                               | 45:42                                                     | 2191,00                                                   |
| 8      | 12.10.1913 | Paryż (Francja)                 | Ralph Hazlett Upson, Ralph Albion Drury Preston           | Stany Zjednoczone                                         | Goodyear                                                  | 43:30                                                     | 618,00                                                    |
| 9      | 23.10.1920 | Birmingham (Stany Zjednoczone)  | Ernest Demuyter, Mathieu Labrousse                        | Belgia                                                    | Belgica                                                   | 40:15                                                     | 1769,00                                                   |
| 10     | 18.09.1921 | Bruksela (Belgia)               | Paul Armbruster, Louis Ansermier                          | Szwajcaria                                                | Zurych                                                    | 27:24                                                     | 766,00                                                    |
| 11     | 6.08.1922  | Genewa (Szwajcaria)             | Ernest Demuyter, Alexander Veenstra                       | Belgia                                                    | Belgica                                                   | 25:49                                                     | 1372,10                                                   |
| 12     | 23.09.1923 | Bruksela (Belgia)               | Ernest Demuyter, Leon Coeckelbergh                        | Belgia                                                    | Belgica                                                   | 21:00                                                     | 1155,00                                                   |
| 13     | 15.06.1924 | Bruksela (Belgia)               | Ernest Demuyter, Leon Coeckelbergh                        | Belgia                                                    | Belgica                                                   | 43:16                                                     | 714,00                                                    |
| 14     | 7.06.1925  | Bruksela (Belgia)               | Alexander Veenstra, Philippe Quersin                      | Belgia                                                    | Prince Leopold                                            | 47:30                                                     | 1345,00                                                   |
| 15     | 30.05.1926 | Antwerpia (Belgia)              | Ward Tunte van Orman, Walter W. Morton                    | Stany Zjednoczone                                         | Goodyear III                                              | 16:37                                                     | 864,00                                                    |
| 16     | 10.09.1927 | Detroit (Stany Zjednoczone)     | Edward J. Hill, Arthur G. Schlosser                       | Stany Zjednoczone                                         | Detroit                                                   | 48:00                                                     | 1198,00                                                   |
| 17     | 30.06.1928 | Detroit (Stany Zjednoczone)     | William Elsworth Kepner, William Olmstead Eareckson       | Stany Zjednoczone                                         | US Army                                                   | 48:00                                                     | 740,80                                                    |
| 18     | 28.09.1929 | Saint Louis (Stany Zjednoczone) | Ward Tunte van Orman, Alan L. McCracken                   | Stany Zjednoczone                                         | Goodyear VIII                                             | 24:00                                                     | 548,94                                                    |
| 19     | 1.09.1930  | Cleveland (Stany Zjednoczone)   | Ward Tunte van Orman, Alan L. McCracken                   | Stany Zjednoczone                                         | Goodyear VIII                                             | 27:56                                                     | 872,00                                                    |
| 20     | 25.09.1932 | Bazylea (Szwajcaria)            | Thomas G.W. Settle, Wilfred Bushnell                      | Stany Zjednoczone                                         | US Navy                                                   | 41:20                                                     | 1550,00                                                   |
| 21     | 2.09.1933  | Chicago (Stany Zjednoczone)     | Franciszek Hynek, Zbigniew Burzyński                      | Polska                                                    | SP-ADS Kościuszko                                         | 38:32                                                     | 1361,00                                                   |
| 22     | 23.09.1934 | Warszawa (Polska)               | Franciszek Hynek, Władysław Pomaski                       | Polska                                                    | SP-ADS Kościuszko                                         | 44:48                                                     | 1333,00                                                   |
| 23     | 16.09.1935 | Warszawa (Polska)               | Zbigniew Burzyński, Władysław Wysocki                     | Polska                                                    | SP-AMY Polonia II                                         | 57:54                                                     | 1650,47                                                   |
| 24     | 30.08.1936 | Warszawa (Polska)               | Ernest Demuyter, Pierre Hoffmans                          | Belgia                                                    | OO-BFM Belgica                                            | 46:24                                                     | 1715,80                                                   |
| 25     | 20.06.1937 | Bruksela (Belgia)               | Ernest Demuyter, Pierre Hoffmans                          | Belgia                                                    | OO-BFM Belgica                                            | 46:15                                                     | 1396,00                                                   |
| 26     | 11.09.1938 | Liège (Belgia)                  | Antoni Janusz, Franciszek Janik                           | Polska                                                    | SP-BCU LOPP                                               | 37:47                                                     | 1692,00                                                   |
| --     | 3.09.1939  | Lwów (Polska)                   | Zawody nie odbyły się z powodu wybuchu II wojny światowej | Zawody nie odbyły się z powodu wybuchu II wojny światowej | Zawody nie odbyły się z powodu wybuchu II wojny światowej | Zawody nie odbyły się z powodu wybuchu II wojny światowej | Zawody nie odbyły się z powodu wybuchu II wojny światowej |

### 1983-2000
| Edycja | Data       | Miejsce zawodów                 | Załoga                                                          | Kraj                                                            | Balon                                                           | Czas lotu [h]                                                   | Odległość [km]                                                  |
| ------ | ---------- | ------------------------------- | --------------------------------------------------------------- | --------------------------------------------------------------- | --------------------------------------------------------------- | --------------------------------------------------------------- | --------------------------------------------------------------- |
| 27     | 1.07.1983  | Paryż (Francja)                 | Stefan Makné, Ireneusz Cieślak                                  | Polska                                                          | SP-BZO Polonez                                                  | 36:00                                                           | 690,00                                                          |
| 28     | 13.10.1984 | Zurych (Szwajcaria)             | Karl Spenger, Martin Messner                                    | Szwajcaria                                                      | HB-BFC Jura                                                     | 43:08                                                           | 793,00                                                          |
| 29     | 28.09.1985 | Genewa (Szwajcaria)             | Josef Starkbaum, Gert Scholz                                    | Austria                                                         | HB-BBL Volksbank                                                | 21:09                                                           | 342,00                                                          |
| 30     | 18.10.1986 | Salzburg (Austria)              | Josef Starkbaum, Gert Scholz                                    | Austria                                                         | HB-BBL Volksbank                                                | 19:11                                                           | 272,43                                                          |
| 31     | 3.10.1987  | Seefeld in Tirol (Austria)      | Josef Starkbaum, Gert Scholz                                    | Austria                                                         | HB-BBL Volksbank                                                | 32:16                                                           | 852,00                                                          |
| 32     | 23.10.1988 | Bregenz (Austria)               | Josef Starkbaum, Gert Scholz                                    | Austria                                                         | OE-PZS Polarstern                                               | 41:09                                                           | 1110,90                                                         |
| 33     | 16.09.1989 | Lech (Austria)                  | Josef Starkbaum, Gert Scholz                                    | Austria                                                         | OE-PZS Polarstern                                               | 37:33                                                           | 911,20                                                          |
| 34     | 2.09.1990  | Lech (Austria)                  | Josef Starkbaum, Gert Scholz                                    | Austria                                                         | OE-PZS Polarstern                                               | 33:20                                                           | 692,50                                                          |
| 35     | 21.09.1991 | Lech (Austria)                  | Volker Kuinke, Jürgen Schubert                                  | Niemcy                                                          | D-EUREGIO                                                       | 44:18                                                           | 1039,40                                                         |
| 36     | 19.09.1992 | Stuttgart (Niemcy)              | David Levin, James Herschend                                    | Stany Zjednoczone                                               | D-ASPEN                                                         | 45:36                                                           | 964,19                                                          |
| 37     | 4.10.1993  | Albuquerque (Stany Zjednoczone) | Josef Starkbaum, Rainer Röhsler                                 | Austria                                                         | OE-PZS Polarstern                                               | 59:29                                                           | 1832,00                                                         |
| 38     | 18.09.1994 | Lech (Austria)                  | Karl Spenger, Christian Stoll                                   | Szwajcaria                                                      | HB-BZH Stadt Wil                                                | 31:01                                                           | 825,14                                                          |
| 39     | 9.09.1995  | Wil (Szwajcaria)                | Wilhelm Eimers, Bernd Landsmann                                 | Niemcy                                                          | D-OCOL Columbus II                                              | 92:11                                                           | 1628,10                                                         |
| 40     | 28.09.1996 | Warstein (Niemcy)               | Wilhelm Eimers, Bernd Landsmann                                 | Niemcy                                                          | D-OCOL Columbus II                                              | 72:01                                                           | 1286,90                                                         |
| 41     | 7.09.1997  | Warstein (Niemcy)               | Vincent Leÿs, Jean François Leÿs                                | Francja                                                         | F-PPSE Le Petit Prince                                          | 45:30                                                           | 1732,50                                                         |
| 42     | 12.09.1998 | Paryż (Francja)                 | Zawody nie odbyły się z powodu złych warunków meteorologicznych | Zawody nie odbyły się z powodu złych warunków meteorologicznych | Zawody nie odbyły się z powodu złych warunków meteorologicznych | Zawody nie odbyły się z powodu złych warunków meteorologicznych | Zawody nie odbyły się z powodu złych warunków meteorologicznych |
| 43     | 1.10.1999  | Albuquerque (Stany Zjednoczone) | Phillipe De Cock, Ronny Van Havare                              | Belgia                                                          | D-OCOX Belgica II                                               | 40:15                                                           | 1666,54                                                         |
| 44     | 9.09.2000  | Saint-Hubert (Belgia)           | Wilhelm Eimers, Bernd Landsmann                                 | Niemcy                                                          | D-OOWE Columbus IV                                              | 70:49                                                           | 795,70                                                          |

### od 2001
| Edycja | Data       | Miejsce zawodów                 | Załoga                                | Kraj                  | Balon                    | Czas lotu [h]         | Odległość [km]        |
| ------ | ---------- | ------------------------------- | ------------------------------------- | --------------------- | ------------------------ | --------------------- | --------------------- |
| 45     | 8.09.2001  | Warstein (Niemcy)               | Vincent Leÿs, Jean François Leÿs      | Francja               | F-PPSE Le Petit Prince   | 77:47                 | 1626,60               |
| 46     | 31.08.2002 | Châtellerault (Francja)         | Vincent Leÿs, Jean François Leÿs      | Francja               | F-PPSE Le Petit Prince   | 69:59                 | 1282,30               |
| 47     | 14.09.2003 | Arc-et-Senans (Francja)         | Vincent Leÿs, Jean François Leÿs      | Francja               | F-PPSE Le Petit Prince   | 53:42                 | 1596,50               |
| 48     | 29.08.2004 | Thionville (Francja)            | Richard Abruzzo, Carol Rymer Davis    | Stany Zjednoczone     | N96YD Zero Gravity       | 52:52                 | 1803,36               |
| 49     | 1.10.2005  | Albuquerque (Stany Zjednoczone) | Robert Berben, Benoît Siméons         | Belgia                | N6326T                   | 65:20                 | 3400,39               |
| 50     | 9.09.2006  | Waasmunster (Belgia)            | Philippe De Cock, Ronny Van Havere    | Belgia                | D-OCOX Belgica II        | 66:53                 | 2449,60               |
| 51     | 15.09.2007 | Bruksela (Belgia)               | Zawody nie odbyły się                 | Zawody nie odbyły się | Zawody nie odbyły się    | Zawody nie odbyły się | Zawody nie odbyły się |
| 52     | 7.10.2008  | Albuquerque (Stany Zjednoczone) | David Hempleman-Adams, Jonathan Mason | Wielka Brytania       | N4054N Lady Luck         | 74:12                 | 1768,67               |
| 53     | 5.09.2009  | Genewa (Szwajcaria)             | Sébastien Rolland, Vincent Leÿs       | Francja               | F-PPSE Golden Eyes       | 85:18                 | 1588,29               |
| 54     | 25.09.2010 | Bristol (Wielka Brytania)       | Kurt Frieden, Pascal Witprächtiger    | Szwajcaria            | HB-QKF MM-Technics       | 58:37                 | 2434,31               |
| 55     | 10.09.2011 | Gap-Tallard (Francja)           | Sébastien Rolland, Vincent Leÿs       | Francja               | F-PPSE                   | 26:42                 | 779,83                |
| 56     | 31.08.2012 | Ebnat-Kappel (Szwajcaria)       | Sébastien Rolland, Vincent Leÿs       | Francja               | F-PPGB                   | 69:02                 | 1620,06               |
| 57     | 24.08.2013 | Grand Nancy-Tomblaine (Francja) | Vincent Leÿs, Christophe Houver       | Francja               | F-PPGB                   | 73:33                 | 1402,43               |
| 58     | 29.08.2014 | Vichy (Francja)                 | Wilhelm Eimers, Matthias Zenge        | Niemcy                | D-OTLI                   | 61:35                 | 1410,64               |
| 59     | 28.08.2015 | Pau (Francja)                   | Kurt Frieden, Pascal Witprächtiger    | Szwajcaria            | HB-QKF                   | 68:21                 | 2080,80               |
| 60     | 18.09.2016 | Gladbeck (Niemcy)               | Kurt Frieden, Pascal Witprächtiger    | Szwajcaria            | HB-QKF MM Technics       | 58:12                 | 1803,40               |
| 61     | 8.09.2017  | Fribourg (Szwajcaria)           | Vincent Leÿs, Christophe Houver       | Francja               | F-PPGB                   | 36:20                 | 1836,06               |
| 62     | 28.09.2018 | Berno (Szwajcaria)              | Mateusz Rękas, Jacek Bogdański        | Polska                | D-OWBA                   | 58:28                 | 1145,29               |
| 63     | 13.09.2019 | Montbéliard (Francja)           | Laurent Sciboz, Nicolas Tieche        | Szwajcaria            | HB-QRV                   | 82:03                 | 1774,76               |
| 64     | 21.08.2021 | Toruń (Polska)                  | Kurt Frieden, Pascal Witprächtiger    | Szwajcaria            | HB-QKF MM Technics       | 85:10                 | 1559,68               |
| 65     | 2.09.2022  | St. Gallen (Szwajcaria)         | Wilhelm Eimers, Benjamin Eimers       | Niemcy                | D-OTLI Leonid            | 60:45                 | 1572,36               |
| 66     | 5.10.2023  | Albuquerque (Stany Zjednoczone) | Eric Decellieres, Benoit Havret       | Francja               | F-PPSE (LE PETIT PRINCE) | 85:43                 | 2661,40               |
| 67     | 14.09.2024 | Münster (Niemcy)                | Christian Wagner, Stefanie Liller     | Austria               | O-EZZM                   | 67:01                 | 2111,17               |

## Państwa biorące udział w pucharze
Poniższa tabela przedstawia państwa, które brały udział w pucharze Gordona Bennetta.
| Lp. | Państwo                              | Liczba zwycięstw | Liczba zawodów, do których zostali zgłoszeni reprezentanci |
| --- | ------------------------------------ | ---------------- | ---------------------------------------------------------- |
| 1   | Stany Zjednoczone                    | 12               | 64                                                         |
| 2   | Francja                              | 11               | 58                                                         |
| 3   | Belgia                               | 10               | 40                                                         |
| 4   | Szwajcaria                           | 9                | 61                                                         |
| 5   | Niemcy                               | 8                | 58                                                         |
| 6   | Austria                              | 8                | 43                                                         |
| 7   | Polska                               | 6                | 35                                                         |
| 8   | Wielka Brytania                      | 1                | 40                                                         |
| 9   | Hiszpania                            | –                | 19                                                         |
| 10  | Włochy                               | –                | 15                                                         |
| 11  | Holandia                             | –                | 13                                                         |
| 12  | Australia                            | –                | 10                                                         |
| 13  | Japonia                              | –                | 8                                                          |
| 14  | Szwecja                              | –                | 7                                                          |
| 15  | Wyspy Dziewicze Stanów Zjednoczonych | –                | 6                                                          |
| 16  | Rosja                                | –                | 6                                                          |
| 17  | Kanada                               | –                | 5                                                          |
| 18  | Litwa                                | –                | 5                                                          |
| 19  | Dania                                | –                | 3                                                          |
| 20  | Finlandia                            | –                | 3                                                          |
| 21  | Argentyna                            | –                | 2                                                          |
| 22  | Czechy                               | –                | 2                                                          |
| 23  | Czechosłowacja                       | –                | 1                                                          |
| 24  | Luksemburg                           | –                | 1                                                          |

## Wyniki Polaków
- Osobny artykuł: Reprezentacja Polski w Pucharze Gordona Bennetta.

Polska jest reprezentowana w Pucharze Gordona Bennetta od 1932 roku. W tym okresie sześciokrotnie zdobyła puchar.

## Galeria trofeów

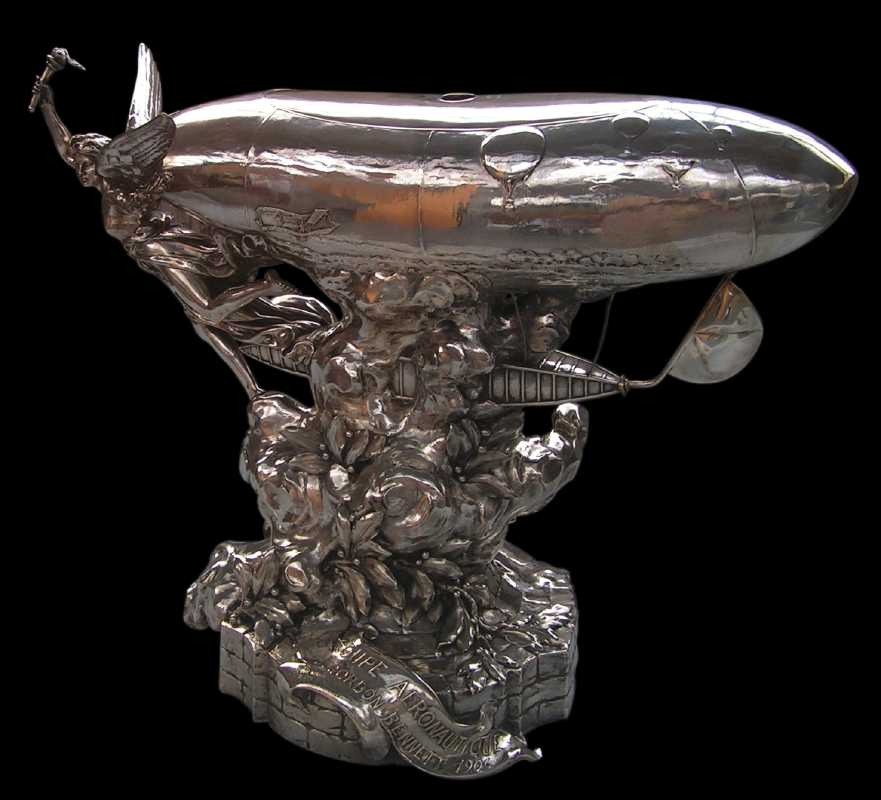
Puchar Gordona Bennetta z 1906 roku zdobyty na własność przez Belgię w 1924 roku
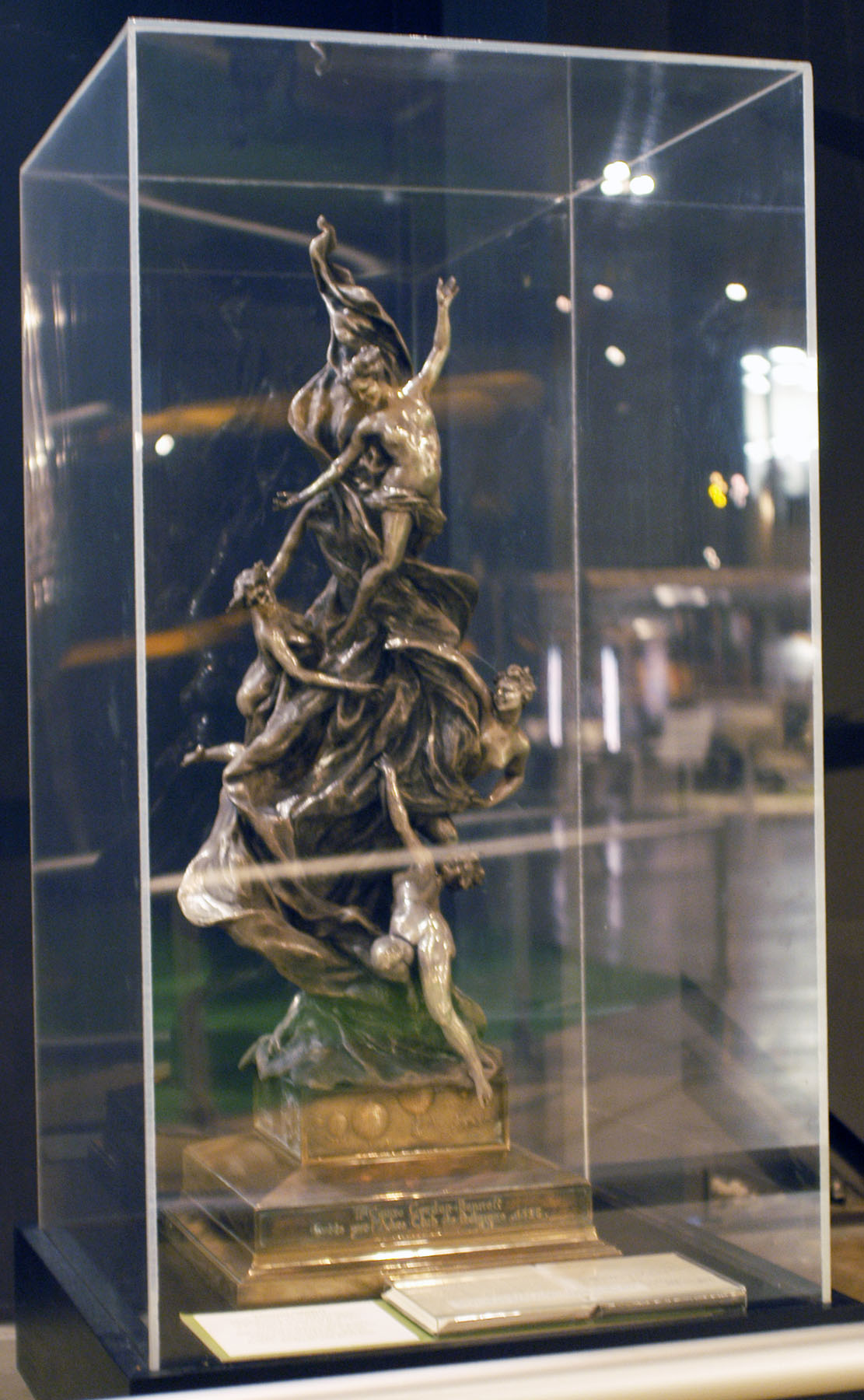
Puchar Gordona Bennetta z 1925 roku zdobyty na własność przez USA w 1928 roku
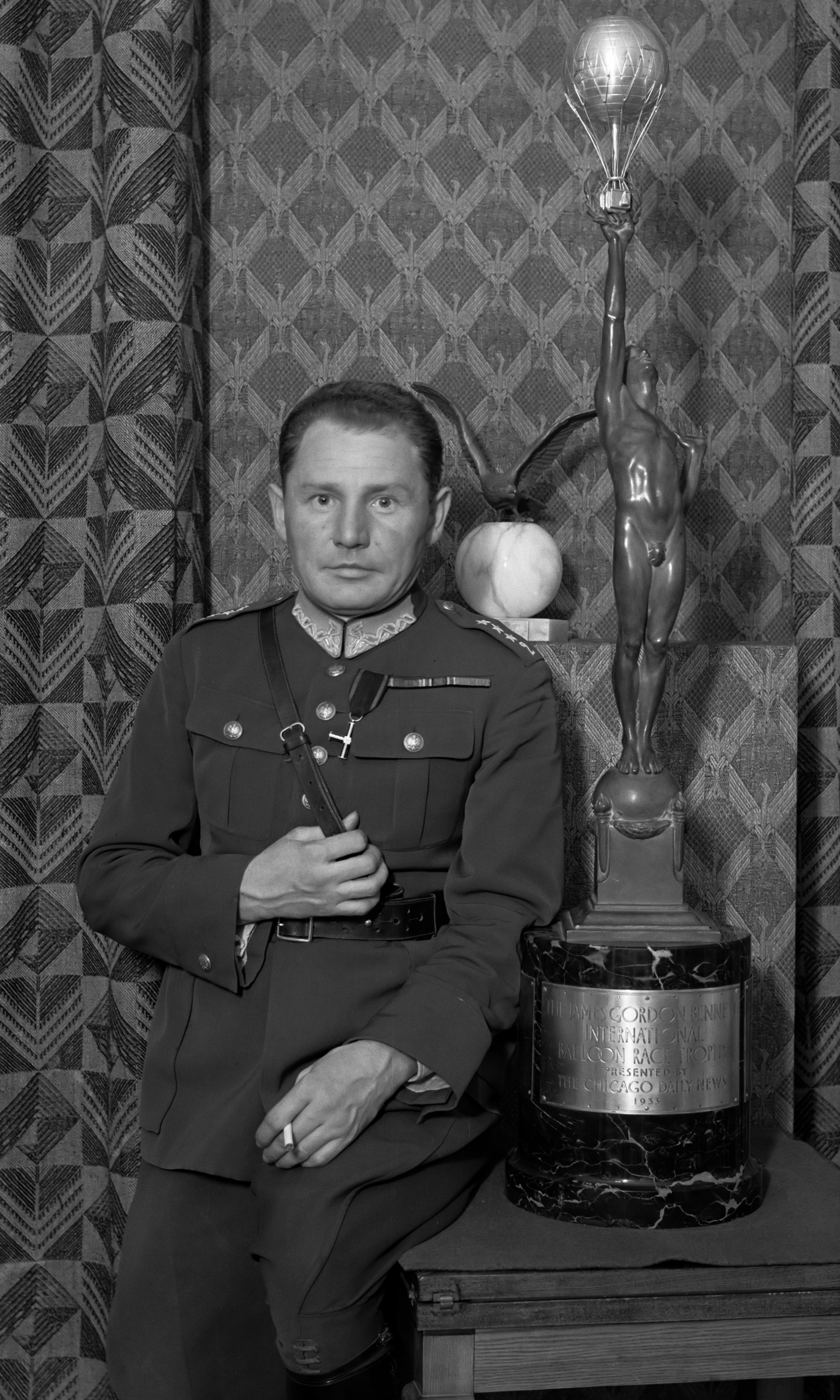
Franciszek Hynek z Pucharem Gordona Bennetta z 1933 roku zdobyty na własność przez Polskę w 1935 roku.
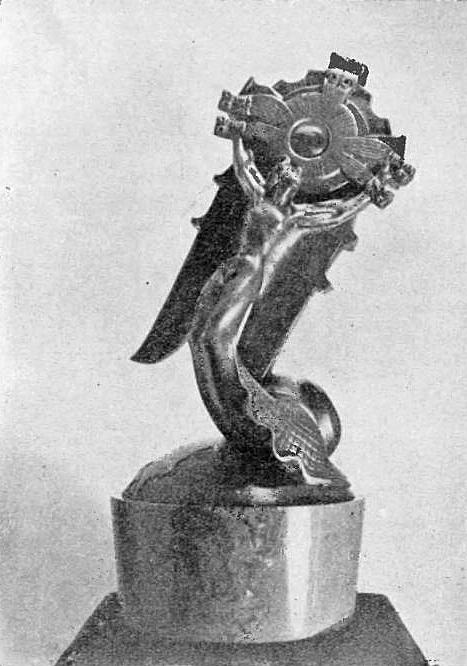
Puchar Gordona Bennetta ufundowany przez „Gazetę Polską”, projektant: Stanisław Szukalski
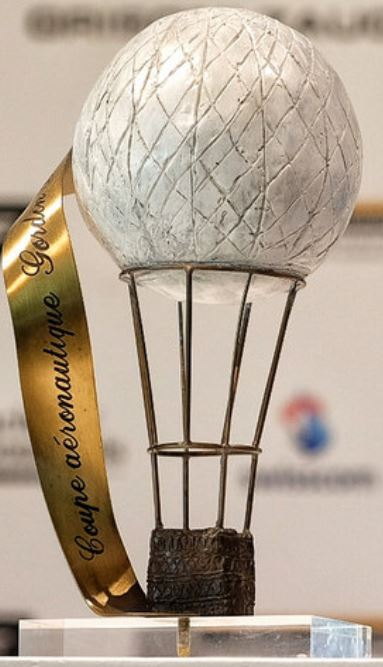
Aktualne trofeum Pucharu Gordona Bennetta
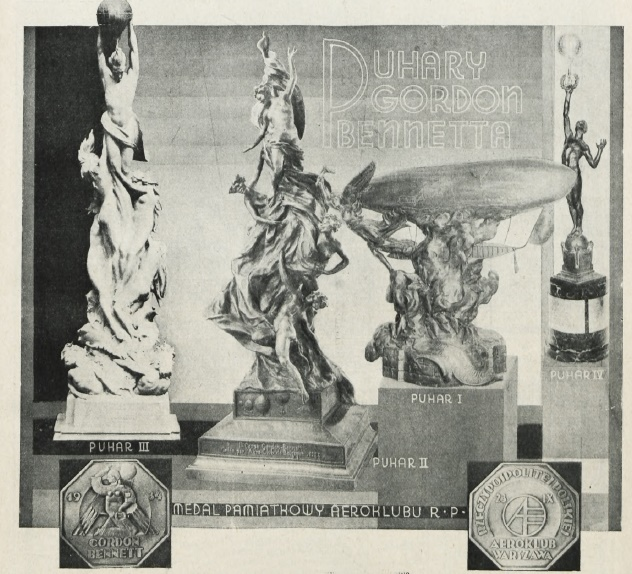
Cztery pierwsze puchary zawodów Gordon Bennetta. Czwarty zdobyty przez Polskę w posiadaniu Aeroklubu Polskiego. Na dole medale wydane z okazji organizacji przez Polskę zawodów w 1934 roku.